# نقش يحيملك
نقش يحيملك هو كتابة لملك جبيل  يحيملك من سبعة سطور بالأبجدية الفينيقية واللغة الكنعانية، يؤرخ النقش نحو القرن العاشر قبل الميلاد.
في العام 1929 م أكتشف النقش في القلعة الصلبية في مدينة جبيل اللبنانية، وهو محفوظ الآن في متحف بيروت . وقدمت له دراسة بالالمانية وعربها حامدة

## نص النقش
1. البيت هذا بناه  يحيملك ملك جبيل
2. هو رمم كل أنقاض هذه البيوت
3. ليطيل بعل شمم (إله السموات) وبعلة
4. جبيل (إلهة جبيل) ومجمع آلهة جبيل
5. المقدس أيام  يحيملك وسنواته
6. على جبيل لأنه ملك صدّيق وملك
7. مستقيم قدام آلهة جبيل المقدسين هو